# 波特利耶尔
波特利耶尔（法語：Potelières，法語發音：[pɔt(ə)ljɛʁ]）是法国加尔省的一个市镇，属于阿莱斯区。该市镇总面积6.47平方公里，2009年时的人口为330人。

## 人口
波特利耶尔人口变化图示